# Joseph Ward
Pour les articles homonymes, voir Joseph Ward (homonymie).
Sir Joseph George Ward, né le 26 avril 1856 à Melbourne et mort le 8 juillet 1930 à Wellington, est un homme d'État néo-zélandais. Il est le dix-septième Premier ministre de Nouvelle-Zélande de 1906 à 1912 et de 1928 à 1930.

## Biographie

### Jeunesse et entrée en politique
Il naît en Australie de parents colons venus d'Irlande et qui établissent une petite boutique de spiritueux. Joseph Ward est l'un de leurs dix enfants, dont sept meurent en très bas âge, et est élevé dans la foi catholique. Son père est alcoolique et meurt de delirium tremens à l'âge de 31 ans, lorsque Joseph Ward a quatre ans. Sa mère émigre en Nouvelle-Zélande avec ses trois enfants survivants en 1863, et ouvre un hôtel pour marins dans la ville portuaire de Campbelltown.
Joseph Ward quitte l'école à l'âge de treize ans, devient courier pour le bureau des postes et est licencié pour effronterie. Il travaille alors comme clerc pour une épicerie puis pour le service public de travaux publics, avant d'ouvrer son propre commerce de laine, de peaux et de graines.
En 1878, à l'âge de 21 ans, il est élu au conseil municipal de Campbelltown, et en 1881, à 25 ans, il en devient le maire, pendant cinq ans. En 1887 il est élu député d'Awarua à la Chambre des représentants de Nouvelle-Zélande. Il n'y a pas encore de partis politiques, et Joseph Ward est un député sans idéologie, pragmatique, amiable et jovial, soucieux d'efficacité en matière de dépenses publiques.

### Ministre
Il adhère au Parti libéral, parti de gauche étatiste et progressiste qui, fondé en 1890, est le premier parti politique né en Nouvelle-Zélande. En janvier 1891 il est nommé ministre des Postes dans le gouvernement de John Ballance, et en avril 1893 il devient ministre des Finances dans celui de Richard Seddon. En 1895 il obtient un emprunt massif sur les marchés de Londres pour financer des prêts à faible taux d'intérêt permettant aux petits agriculteurs en Nouvelle-Zélande d'accéder à la propriété foncière. En juin 1896, toutefois, sa propre entreprise est en banqueroute, et il démissionne de sa fonction de ministre des Finances.
En décembre 1899 il a épongé ses dettes, et Richard Seddon le réintègre au gouvernement comme vice-Premier ministre, ministre de l'Intérieur, ministre des Postes, ministre des Industries et du Commerce, ministre des Chemins de Fer, et ministre de la Santé publique. En 1901 le duc d'York (futur roi George V), en visite en Nouvelle-Zélande, le fait chevalier commandeur de l'ordre de Saint-Michel et Saint-Georges. Joseph Ward baisse les prix du timbre poste, des appels téléphoniques et des billets de train, et l'utilisation de tous trois par le grand public s'accroît prodigieusement. Il est la première personne d'un pays de l'Empire britannique à être nommée ministre de la Santé publique, et à ce poste il introduit des obligations pour les autorités locales en termes d'accès à l'eau et en termes de mesures d'hygiène, introduit une formation diplômante obligatoire pour les sage-femmes, et fait construire des maternités publiques.

### Premier ministre

#### Premier mandat
Il devient Premier ministre en août 1906, après la mort de Richard Seddon. Il fait bientôt face à des grèves des ouvriers des mines et de l'industrie de la réfrigération de la viande, et y répond en faisant restreindre le droit de grève. Il mène le Parti libéral à la victoire aux élections législatives de 1908, mais le groupe parlementaire libéral se déchire en raison de l'incapacité du gouvernement à étendre la politique d'accès à la propriété foncière pour les petits agriculteurs. L'économie de la Nouvelle-Zélande est prospère, mais le gouvernement Ward est perçu comme étant en manque d'idées, et Joseph Ward semble s'intéresser davantage à la politique impériale qu'à la politique intérieure ; il visite Londres à trois reprises pour y promouvoir sans succès l'idée d'une fédération de l'Empire britannique et l'idée d'un protectionnisme impérial, dont le gouvernement libéral britannique de Herbert Asquith ne veut pas. Néanmoins, c'est son gouvernement qui crée un fonds de pension ainsi qu'une pension de veuvage.
Les élections législatives de décembre 1911 produisent un parlement sans majorité. Se sentant humilié, Joseph Ward démissionne en mars 1912, en amont du vote de confiance à la Chambre des représentants. Les libéraux remportent le vote à une voix près, et choisissent le ministre de l'Agriculture Thomas Mackenzie pour nouveau Premier ministre. Joseph Ward prend des vacances en Angleterre avec sa famille en 1913, et y donne un discours public en faveur du projet de loi d'autonomie pour l'Irlande porté par le gouvernement Asquith.
De retour en Nouvelle-Zélande, en septembre 1913 il redevient chef du groupe parlementaire libéral, désormais dans l'opposition face au gouvernement conservateur de Bill Massey. En août 1915 les conservateurs et les libéraux forment un gouvernement d’union nationale dans le cadre de la Première Guerre mondiale. Malgré sa détestation personnelle de Bill Massey, qui est un protestant de l'Ulster, Joseph Ward devient vice-Premier ministre, ministre des Finances et ministre des Postes jusqu'à la fin de l'union sacrée en août 1919. Les deux hommes participent ensemble à la conférence de la paix de Paris en 1919.
Joseph Ward est battu dans sa circonscription d'Awarua aux élections législatives de décembre 1919, et se retrouve « sans aucun mandat électif pour la première fois en 42 ans ». Il se présente sans succès à une élection législative partielle dans la circonscription de Tauranga en mars 1923, puis remporte de peu la circonscription d'Invercargill aux élections législatives de 1925. Menés par George Forbes, les libéraux sont devancés par le Parti travailliste, et ne sont plus que le troisième parti à la Chambre.

#### Second mandat
Âgé, malade, fatigué, Joseph Ward semble ne plus peser pour grand chose dans la vie politique néo-zélandaise. En septembre 1928, toutefois, le Parti libéral se reconstitue en un « Parti uni (en) » et choisit Joseph Ward comme chef. Le parti se veut un tenant du centre-droit libéral, et critique les emprunts du gouvernement conservateur de Gordon Coates. Les membres du parti sont donc tout aussi surpris que le public lorsque Joseph Ward lance sa campagne pour les élections législatives de 1928 en promettant un emprunt massif pour relancer l'économie en crise. Les élections produisent un parlement sans majorité, le Parti de la réforme devançant d'un siège le Parti uni, mais les travaillistes (arrivés troisièmes) permettent à Joseph Ward et au Parti uni de former un gouvernement minoritaire.
Il ne parvient pas à redresser l'économie, ni même à emprunter beaucoup sur les marchés. En octobre 1929, peu avant le Krach de la Bourse de New York et le début de la Grande Dépression, il subit plusieurs crises cardiaques consécutives. Il dirige dès lors le gouvernement depuis son lit, jusqu'à ce que ses collègues ministres le persuadent de démissionner en mai 1930. Il est fait ministre sans portefeuille dans le gouvernement de son successeur, George Forbes, jusqu'à sa mort en juillet. Il a alors été ministre (de manière non-consécutive) pendant vingt-trois ans et demi, un record qui demeure inégalé en Nouvelle-Zélande.